# Cola de rata

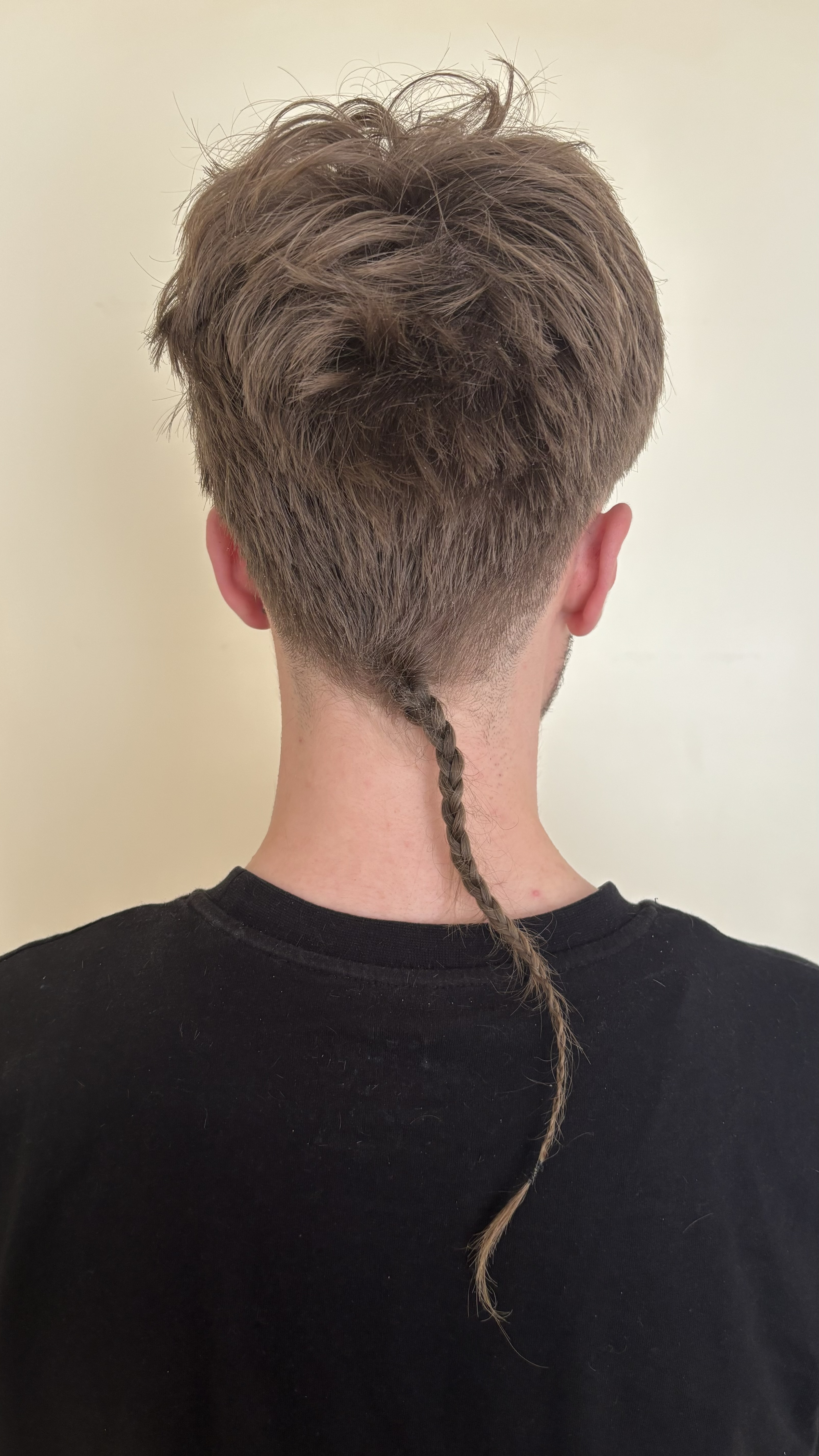
Vista posterior de la cola de rata

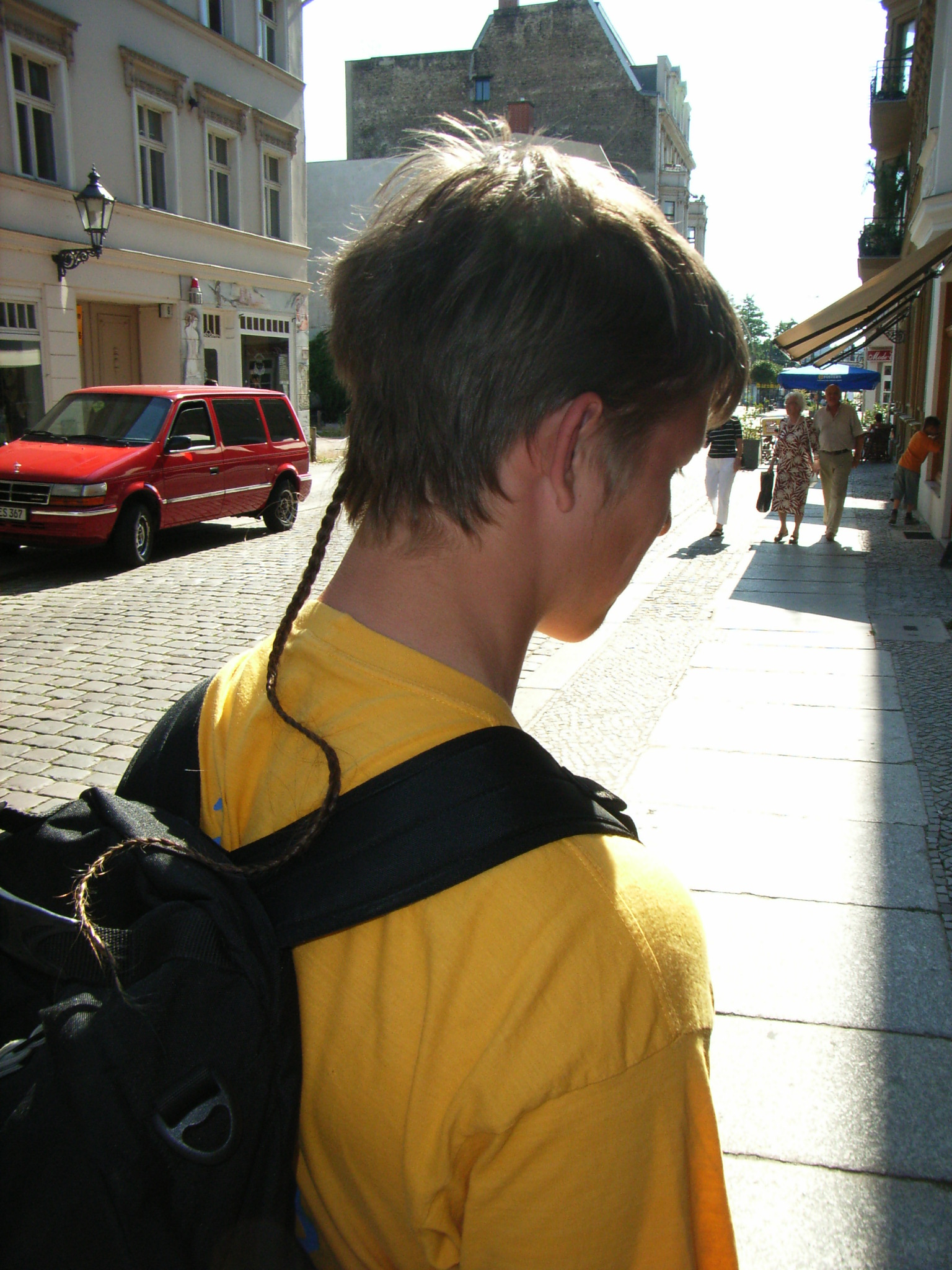
Joven con cola de rata.

La cola de rata es un peinado que se caracteriza por un largo mechón de cabello que se extiende detrás de la nuca, contrastando de los demás mechones de cabello que conservan la misma longitud. Al adquirir longitud, el mechón suele ondularse, hacerse una trenza con él, o dejarse así (mechón o trenza coloquialmente llamado "guarén", en Chile).

## Historia
La cola de rata se basa en el mullet. Su origen es incierto, pero existen referencias muy antiguas del peinado en grabados y escrituras de Asia y es utilizada por varios grupos étnicos de Asia y África para representar el status social y religioso. La cola de rata también aparece frecuentemente en series de manga, como Ranma ½.El peinado se vuelve popular en la segunda mitad de la década de los 80 con el estreno de la película protagonizada por Eddie Murphy, "Coming to America". En la película se puede ver a Murphy luciendo una cola de rata, que según el argumento representa su status social; el hecho de que Eddie Murphy la utilizara, pronto la hizo en una moda entre adolescentes afroamericanos.
La cola de rata pierde popularidad en los años 90, pero parece resurgir en el nuevo milenio. Es frecuentemente vista entre punks y metalheads.